# Tillandsia tovarensis
Espèce
Classification phylogénétique
Tillandsia tovarensis Mez est une espèce de plantes à fleurs de la famille des Bromeliaceae.
L'épithète tovarensis signifie « originaire de Továr » ville du Venezuela près de laquelle la plante a été découverte.

## Protologue et Type nomenclatural
Tillandsia tovarensis Mez, in C.DC., Monogr. Phan. 9: 769, n° 124 (1896)
Diagnose originale :
« statura conspicua ; foliis rosulatis, supra glabris subtus dense minutissimeque lepidoto-punctulatis ; inflorescentia laxiuscule tripinnatim panniculata[sic] : spicis 3-6-floris, flabellatis, stipite prophyllis 3-5 aucto praeditis ; bracteis florigeris valde concavis nec carinatis, sepala aequantibus v. minute superantibus ; floribus erectis ; sepalis antico libero, posticis binis basi minute connatis ; petalis violaceo-caeruleis quam stamina ad 2 mm. longioribus, stylo staminibus paullo breviore. »
Type : leg. Fendler, n° 2446 ; « Venezuela, inter Továr et Petaquira, alt. 2 300 m. » ; Herb. Goetting.

## Synonymie

### Synonymie nomenclaturale
- (aucune)

### Synonymie taxonomique
- Tillandsia arnoldiana Harms[2]
- Tillandsia spiculosa Griseb[1],[2].

## Écologie et habitat
- Biotype : plante herbacée en rosette acaule monocarpique vivace par ses rejets latéraux ; épiphyte[2].
- Habitat : forêt nuageuse[2].
- Altitude : 1500-3100 m[2].

## Distribution
- Amérique du sud :
  -  Bolivie[2]
  -  Colombie[2]
  -  Équateur[2]
  -  Pérou[2]
  -  Venezuela[1],[2]